# Santo Domingo (Albay)
Santo Domingo is een gemeente in de Filipijnse provincie Albay op het eiland Luzon. Bij de laatste census in 2007 had de gemeente bijna 31 duizend inwoners.

## Geografie

### Bestuurlijke indeling
Santo Domingo is onderverdeeld in de volgende 23 barangays:
| - Alimsog - Bagong San Roque - Buhatan - Calayucay - Del Rosario Pob. - Fidel Surtida - Lidong - Market Site Pob. - Nagsiya Pob. - Pandayan Pob. - Salvacion - San Andres | - San Fernando - San Francisco Pob. - San Isidro - San Juan Pob. - San Pedro Pob. - San Rafael Pob. - San Roque - San Vicente Pob. - Santa Misericordia - Santo Domingo Pob. - Santo Niño |

## Demografie
Santo Domingo had bij de census van 2007 een inwoneraantal van 30.711 mensen. Dit zijn 3.319 mensen (12,1%) meer dan bij de vorige census van 2000. De gemiddelde jaarlijkse groei komt daarmee uit op 1,59%, hetgeen lager is dan het landelijk jaarlijks gemiddelde over deze periode (2,04%). Vergeleken met de census van 1995 is het aantal mensen met 5.125 (20,0%) toegenomen.

De bevolkingsdichtheid van Santo Domingo was ten tijde van de laatste census, met 30.711 inwoners op 51,22 km², 599,6 mensen per km².

## Geboren in Santo Domingo
- Potenciano Gregorio (19 mei 1880), musicus en componist van 'Sarong Banggi' (overleden 1939).